# 田畠裕基
田畠 裕基（たばた ゆうき、1984年7月30日 - ）は、日本の漫画家。血液型はA型。福岡県古賀市出身。既婚。代表作は『ブラッククローバー』。

## 経歴
- 第61回（2001年8月期）天下一漫画賞（審査員：許斐剛）にて、『墓守 HAKAMORI』で審査員特別賞受賞。
- 第67回（2004年上半期）手塚賞にて、『XXX WITH NO NAME』で佳作受賞。
- 『赤マルジャンプ』2005WINTERに掲載された『ガランス』でデビュー。
- 『週刊少年ジャンプ』2011年37号に、第7回ジャンプ金未来杯参加作として、『HUNGRY JOKER』を掲載、優勝を獲得する。
- 『週刊少年ジャンプ』2012年50号から2013年24号まで初連載『HUNGRY JOKER』を連載。
- 『週刊少年ジャンプ』2015年12号から『ブラッククローバー』を連載。

## 人物
- 子供時代は屋内では絵を描いていて、屋外では虫取り網を持っていた[1]。
- 好きな教科は国語、体育、美術で嫌いな教科は数学、英語[1]。
- 趣味はバスケットボールとカラオケだったが現在は出来ていない[2]。
- 好きな映画は『天空の城ラピュタ』[2]。
- 好きなジャンプ漫画は『ドラゴンボール』、『幽☆遊☆白書』、『SLAM DUNK』、『ONE PIECE』[1]。
- 漫画家になろうと思ったきっかけは友達が保育園に持って来ていた『DRAGON BALL』が巻頭カラーのジャンプを読んだから[1]。

## 作品リスト
- ガランス - デビュー作、読切
- HUNGRY JOKER
  - 読切版 - 読切センターカラー47P、第7回金未来杯参加・優勝作品
  - 連載版 - 『週刊少年ジャンプ』2012年50号 - 2013年24号
- ブラッククローバー
  - 読切版 - 読切センターカラー49P、ジャンプNEXT!!2014 vol.2掲載
  - 連載版 - 『週刊少年ジャンプ』2015年12号 - 2023年38号、『ジャンプGIGA』2024 WINTER[3] -

## 師匠
- 岩代俊明

## 友人
- 田村隆平 - アシスタント先の先輩。
- 附田祐斗

## アシスタント
- 里庄真芳
- 吾峠呼世晴 - 連載開始までアシスタント経験が無かったため、同じ片山達彦が担当している田畠の職場に見学に行った[4]。
- 石川光貴[5]